# Église Saint-Martin de Monceau-le-Neuf-et-Faucouzy
L'église Saint-Martin est une église située à Monceau-le-Neuf-et-Faucouzy, en France.

## Description

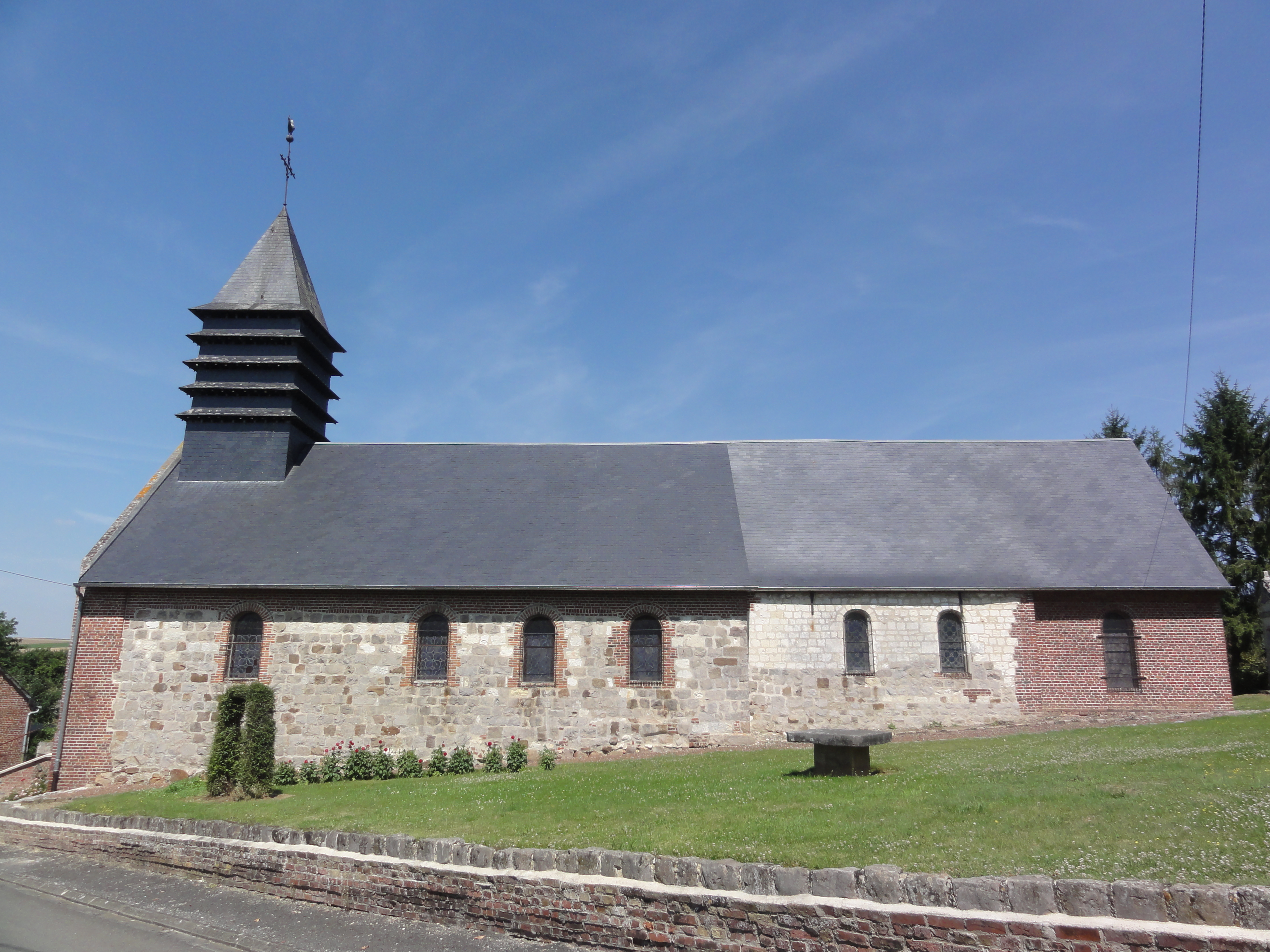
Vue latérale

## Localisation
L'église est située sur la commune de Monceau-le-Neuf-et-Faucouzy, dans le département de l'Aisne.